# Bactrocera syzygii
Bactrocera syzygii is een vliegensoort uit de familie van de boorvliegen (Tephritidae). De wetenschappelijke naam van de soort werd voor het eerst geldig gepubliceerd in 2001 door White en Tsuruta.